# Pandoc
Pandoc je software pro převod dokumentů mezi různými formáty značkovacích jazyků. Je napsaný v Haskellu a uvolněný pod licencí GNU GPL, jedná se tedy o svobodný software.

## Podporované formáty

### Vstupní
Jako vstupní formáty (tedy ty, pro které umí Pandoc provést syntaktickou analýzu) slouží:
- Creole
- DocBook
- EPUB
- FictionBook
- Haddock
- HTML
- JATS
- JSON
- LaTeX
- LML
- manuálové stránky
- Markdown, včetně variant CommonMark, GFM, Markdown Extra a MultiMarkdown
- OpenDocument
- OPML
- Office Open XML
- Org-mode
- reStructuredText
- Textile
- txt2tags
- wikijní jazyky, včetně variant využívaných MediaWiki, Tiki Wiki, TWiki a Vimwiki

### Výstupní
- AsciiDoc
- ConTeXt
- DocBook
- EPUB
- FictionBook
- Haddock
- HTML
- Adobe InDesign
- JATS
- JSON
- LaTeX
- Markdown, včetně variant CommonMark, GFM, Markdown Extra a MultiMarkdown
- OpenDocument
- OPML
- Office Open XML
- Org-mode
- PDF
- prostý text
- reStructuredText
- RTF
- Textile
- TEI
- Texinfo
- Textile
- webové prezentace, mj. Beamer
- wikijní jazyky, včetně variant využívaných DokuWiki, MediaWiki, Muse, Tiki Wiki, TWiki a Vimwiki